# Ahmet Nesin
Ahmet Nesin (geboren in 1957 in Istanboel) is een Turkse journalist, politicus en schrijver. Zijn vader is de schrijver Aziz Nesin. Zijn moeder is Meral Çelen, de tweede echtgenote van zijn vader. Hij heeft drie broers en zussen: Ali Nesin, Oya Nesin en Ateş Nesin. 
Hij heeft in Istanboel, Antalya en Parijs gewoond en woont momenteel in Frankrijk. Hij was bestuurder van de Nesin Stichting. Tussen 2017 en 2022 schreef hij columns voor de krant Artı Gerçek. Tegenwoordig publiceert hij artikelen op zijn eigen website en maakt hij actualiteitsprogramma’s op zijn YouTube-kanaal. 

## Politieke carrière
In 1999 stelde Ahmet Nesin zich kandidaat voor het parlement namens de ÖDP, maar kon wegens zijn bestaande strafblad niet deelnemen aan de verkiezingen. Bij de algemene verkiezingen van 2015 stelde hij zich kandidaat als parlementslid voor Antalya namens de HDP, maar werd niet op de lijst opgenomen.

## Proeven tegen Özgür Gündem Hoofdredacteur van dienst
De campagne voor de functie van waarnemend hoofdredacteur van de krant Özgür Gündem, die door een KHK was gesloten, begon op 3 mei 2016 en eindigde op 7 augustus 2016. Van de 56 waarnemend hoofdredacteuren die aan de campagne deelnamen, werden er voor 49 een onderzoek gestart, 11 zaken werden geseponeerd en 38 dossiers leidden tot een rechtszaak. Van de waarnemend hoofdredacteuren werden Erol Önderoğlu en Şebnem Korur Fincancı op 20 juni 2016 gearresteerd en tien dagen later, op 30 juni 2016, vrijgelaten. Ahmet Nesin werd de volgende dag, op 1 juli 2016, vrijgelaten.
Tijdens de zitting van 17 juli deed Şebnem Korur-Fincancı haar verdediging. Aan het einde van de zitting sprak de rechtbank het vonnis uit en sprak de verdachten Şebnem Korur Fincancı, Erol Önderoğlu en Ahmet Nesin vrij van de beschuldigingen van “propaganda voor een terroristische organisatie”, “openlijke aanzetting tot misdrijven” en “het verheerlijken van een misdrijf of dader”.

## Privéleven
Hij trouwde in 2013 met de schrijfster Hilal Doğan.  Ahmet Nesin definieerde zichzelf als een socialist, marxist en atheïst van geloof en iemand die vecht voor democratie en vrede.

## Zijn boeken
Boeken geschreven door Ahmet Nesin: 
- Het linker kanon van de grootvizier
- Meer of minder Kasımpaşa
- Wees niet bang, dit is een voetbal...
- De liefde is voor mij afgesneden
- Impact van de zuidwestenwind op het land
- Hoe hard je het ook schudt
- Ik hang, ik snijd, ik ben een democraat
- Zomer Papa Zomer
- T-shirts en Ba-shirts
- Ben je een beetje gefocust of niet?
- Verweerders Republiek

## Bron
1. ↑  Ahmet Nesin. Gearchiveerd op 19 Mayıs 2021. Geraadpleegd op 6 Haziran 2021.
2. ↑  Ahmet Nesin yazdı.. Gearchiveerd op 6 Haziran 2021. Geraadpleegd op 6 Haziran 2021.
3. ↑  Özgür Gündem Nöbetçi Genel Yayın Yönetmenleri Yargılamaları: Ahmet Nesin. Gearchiveerd op 2 Mayıs 2021. Geraadpleegd op 6 Haziran 2021.
4. ↑  Aziz Nesin'e Antalya'dan Gelin Geldi. Gearchiveerd op 27 Nisan 2020. Geraadpleegd op 6 Haziran 2021.
5. ↑  Ahmet Nesin. Gearchiveerd op 12 Mart 2018. Geraadpleegd op 6 Haziran 2021.